# 弗拉热里涅
弗拉热里涅（法語：Flagey-Rigney，法語發音：[flaʒɛ ʁiɲɛ]）是法国杜省的一个市镇，属于贝桑松区。

## 地理
弗拉热里涅（47°25'8"N, 6°13'25"E）面积3.03 平方千米，位于法国勃艮第-弗朗什-孔泰大區杜省，该省份为法国东部内陆省份，北起上索恩省，西接汝拉省，东部及东南部与瑞士接壤，东北部与贝尔福地区省接壤。
与弗拉热里涅接壤的市镇（或旧市镇、城区）包括：卢朗-韦尔尚、拉图尔德赛、拉里扬和米南。

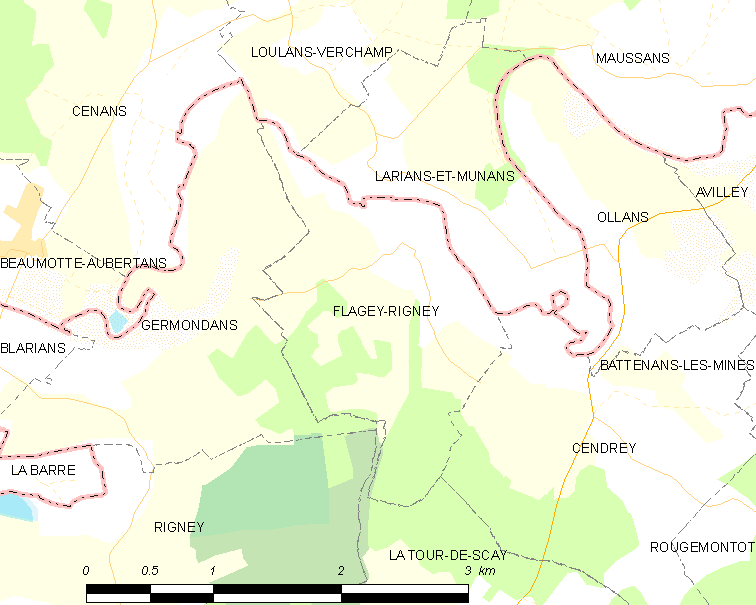
弗拉热里涅的OSM定位图

弗拉热里涅的时区为UTC+01:00、UTC+02:00（夏令时）。

## 行政
弗拉热里涅的邮政编码为25640，INSEE市镇编码为25242。

## 政治
弗拉热里涅所属的省级选区为博姆莱达姆县。

## 人口

1962-2008年间弗拉热里涅人口变化图示

弗拉热里涅于2022年1月1日时的人口数量为133人。